# Мексико (Мен)
Мексико (англ. Mexico) — місто (англ. town) в США, в окрузі Оксфорд штату Мен. Населення — 2756 осіб (2020).

### Клімат
| Клімат : Мексико      | Клімат : Мексико | Клімат : Мексико | Клімат : Мексико | Клімат : Мексико | Клімат : Мексико | Клімат : Мексико | Клімат : Мексико | Клімат : Мексико | Клімат : Мексико | Клімат : Мексико | Клімат : Мексико | Клімат : Мексико | Клімат : Мексико |
| Показник              | Січ.             | Лют.             | Бер.             | Квіт.            | Трав.            | Черв.            | Лип.             | Серп.            | Вер.             | Жовт.            | Лист.            | Груд.            | Рік              |
| Середній максимум, °C | −2,8             | −0,6             | 3,9              | 11,1             | 18,9             | 23,9             | 26,1             | 25,0             | 20,6             | 13,9             | 6,1              | −0,6             | 12,2             |
| Середній мінімум, °C  | −13,9            | −13,3            | −7,2             | −0,6             | 5,0              | 10,6             | 13,3             | 12,2             | 7,8              | 2,2              | −2,2             | −10              | 0,6              |
| Норма опадів, мм      | 76               | 66               | 86               | 97               | 97               | 109              | 97               | 102              | 89               | 107              | 119              | 94               | 1143             |
| --------------------- | ---------------- | ---------------- | ---------------- | ---------------- | ---------------- | ---------------- | ---------------- | ---------------- | ---------------- | ---------------- | ---------------- | ---------------- | ---------------- |
| Джерело: Weatherbase  |                  |                  |                  |                  |                  |                  |                  |                  |                  |                  |                  |                  |                  |

## Демографія
Згідно з переписом 2010 року, у місті мешкала 2681 особа в 1185 домогосподарствах у складі 735 родин. Було 1404 помешкання
Расовий склад населення:
| - 96,6 % — білих - 0,9 % — азіатів - 0,4 % — корінних американців - 0,4 % — чорних або афроамериканців |

До двох чи більше рас належало 1,4 %. Частка іспаномовних становила 0,9 % від усіх жителів.
За віковим діапазоном населення розподілялося таким чином: 19,4 % — особи молодші 18 років, 63,0 % — особи у віці 18—64 років, 17,6 % — особи у віці 65 років та старші. Медіана віку мешканця становила 44,7 року. На 100 осіб жіночої статі у місті припадало 97,4 чоловіків;  на 100 жінок у віці від 18 років та старших — 94,1 чоловіків також старших 18 років.
Середній дохід на одне домашнє господарство  становив 53 118 доларів США (медіана — 44 306), а середній дохід на одну сім'ю — 58 284 долари (медіана — 53 026). Медіана доходів становила 45 000 доларів для чоловіків та 27 569 доларів для жінок. За межею бідності перебувало 13,8 % осіб, у тому числі 33,5 % дітей у віці до 18 років та 4,3 % осіб у віці 65 років та старших.
Цивільне працевлаштоване населення становило 1124 особи. Основні галузі зайнятості: освіта, охорона здоров'я та соціальна допомога — 31,2 %, мистецтво, розваги та відпочинок — 15,6 %, роздрібна торгівля — 14,9 %.